# Veblen-Effekt

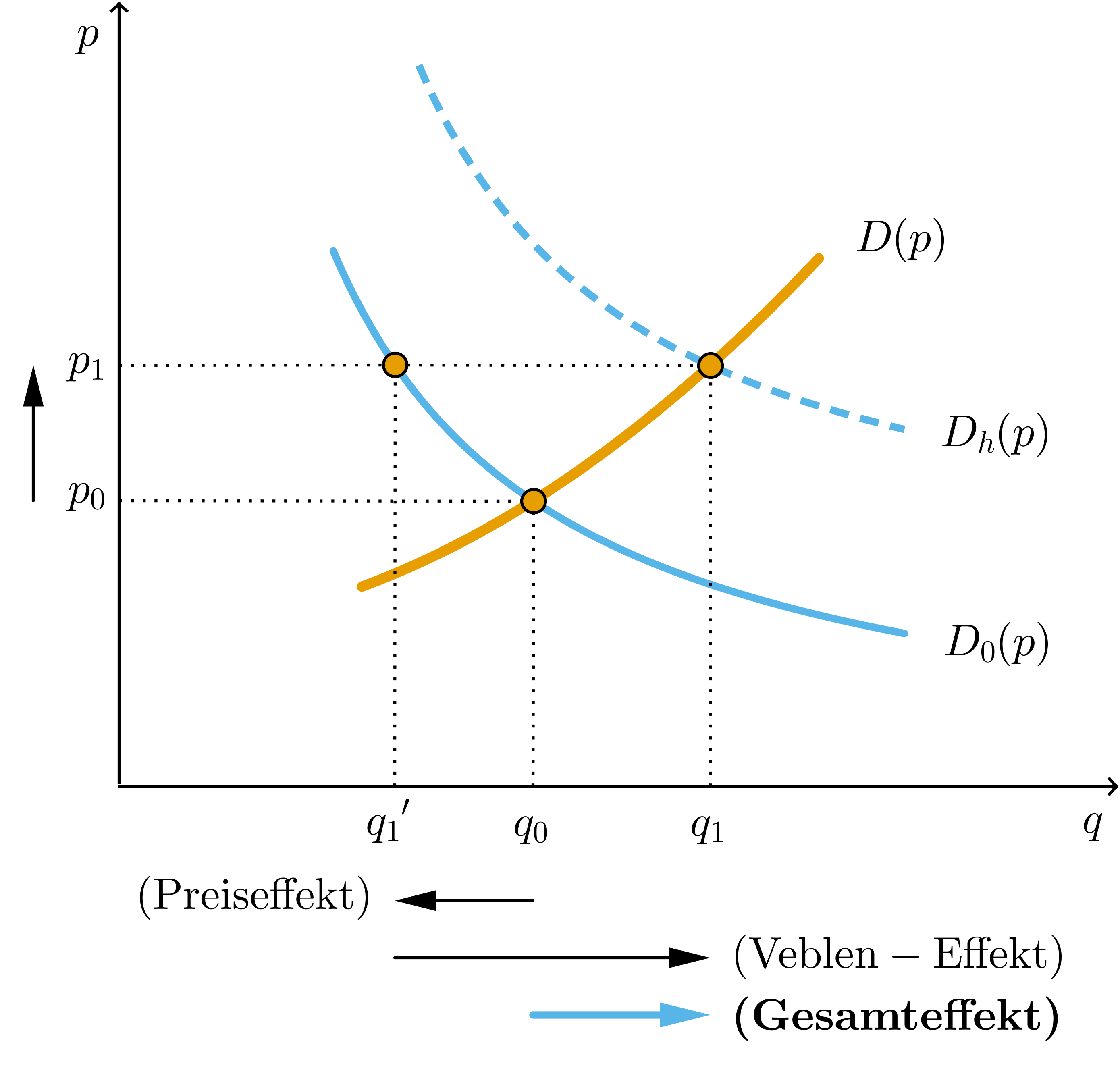
Abb. 1) Veblen-Effekt. illustriert den Verlauf einer Nachfragekurve im Veblen-Fall.

Als Veblen-Effekt, auch Prestigeeffekt, bezeichnet man in der Volkswirtschaftslehre und dort speziell in der Mikroökonomik das Phänomen, dass die Nachfrage nach bestimmten Gütern unter Umständen trotz einer Preiserhöhung derselbigen ansteigt, weil Konsumenten es vorziehen, durch den Konsum teurer Güter ihren Status gegenüber anderen Individuen herauszustellen.
Von dem Effekt betroffene Güter werden auch als Veblen-Güter bezeichnet. Die Bezeichnung des Effekts geht auf den US-amerikanischen Ökonomen Thorstein Veblen zurück, der das Phänomen 1899 erstmals beschrieb.

## Historischer Hintergrund
Veblen bemerkte in seiner 1899 erschienenen Theory of the Leisure Class über die überlegene pekuniäre Klasse (superior pecuniary class):

“For this class also the incentive to diligence and thrift is not absent; but its action is so greatly qualified by the secondary demands of pecuniary emulation, that any inclination in this direction is practically overborne and any incentive to diligence tends to be of no effect. The most imperative of these secondary demands of emulation, as well as the one of widest scope, is the requirement of abstention from productive work […] [L]abour is felt to be debasing, and this tradition has never died out […] In order to gain and to hold the esteem of men it is not sufficient merely to possess wealth or power. The wealth or power must be put in evidence, for esteem is awarded only on evidence […]”

„Auch dieser Klasse fehlt der Anreiz zu Fleiß und Sparsamkeit nicht; aber sein Handeln wird durch die sekundären Anforderungen des finanziellen Wetteifers so stark eingeschränkt, dass jede Neigung in diese Richtung praktisch übertrieben wird und jeder Anreiz zum Fleiß tendenziell wirkungslos bleibt. Die zwingendste und weitreichendste dieser sekundären Forderungen der Nachahmung ist das Erfordernis, sich von produktiver Arbeit zu enthalten. […] Die Arbeit wird als erniedrigend empfunden, und diese Tradition ist nie ausgestorben. […] Um die Wertschätzung der Menschen zu erlangen und zu bewahren, reicht es nicht aus, nur Reichtum oder Macht zu besitzen. Der Reichtum oder die Macht müssen bewiesen werden, denn Wertschätzung wird nur auf der Grundlage von Beweisen verliehen […]“

## Beschreibung
Nachfragekurven sind klassischerweise fallend in dem Sinne, dass die Nachfrage umso geringer ausfällt, je höher der Preis des betreffenden Gutes ist (Gesetz der Nachfrage). Die Nachfragefunktion ist zugleich auch einzig abhängig vom Preis des nachgefragten Gutes, beziehungsweise – will man güterübergreifende Effekte miteinbeziehen – abhängig vom Preis aller Güter. Kommt einem Gut Veblen-Charakter zu, ist die Nachfrage des Konsumenten i jedoch überdies abhängig von der Nachfrage der anderen Konsumenten beziehungsweise der Differenz zwischen der eigenen Nachfrage und der Durchschnittsnachfrage bezüglich des Gutes.
Dieser Zusammenhang ist in Abb. 1 illustriert. Man betrachte zunächst die klassische Marktnachfragekurve {\displaystyle D_{0}(p)}; die Nachfrage beim Ausgangspreis {\displaystyle p_{0}} beträgt {\displaystyle q_{0}}. Aufgrund der Preiserhöhung von {\displaystyle p_{0}} auf {\displaystyle p_{1}} kommt es dementsprechend zu einem Nachfragerückgang auf {\displaystyle q_{1}'} (Bewegung auf der Kurve). Im Veblen-Fall ist diese Betrachtung indes nicht hinreichend. Durch den Nachfragerückgang bei anderen Konsumenten mit klassischem Verlauf der Nachfragekurve verstärkt sich aus Sicht des betrachteten Konsumenten die Exklusivität des Gutes und die Nachfragekurve verschiebt sich hypothetisch nach rechts ({\displaystyle D_{h}(p)}), weil das Gut selbst durch die Preiserhöhung attraktiver geworden ist – eine luxuriöse Tasche zum Preis {\displaystyle p_{1}} ist, exemplarisch gesprochen, also gewissermaßen ein anderes, begehrenswerteres Gut als dieselbe Tasche zu einem niedrigeren Preis. Dabei erhöht sich die gleichgewichtige Menge von {\displaystyle q_{1}'} auf {\displaystyle q_{1}}. Im Resultat folgt die orangefarbene Nachfragekurve {\displaystyle D(p)}, die aufsteigend verläuft. Man beachte, dass das Veblen-Gut nur im Resultat das Gesetz der Nachfrage verletzt; wie man an der voranstehenden Überlegung erkennt, lässt sich der Veblen-Fall durchaus so dekonstruieren, dass das Gesetz der Nachfrage in jedem Schritt gewahrt bleibt.
Üblicherweise wird ein derart ansteigender Verlauf freilich auch bei Veblen-Gütern nur stellenweise auftreten können. Man kann sich dies in Abb. 1 klarmachen: bewegt man sich dort auf der ursprünglichen Nachfragekurve immer weiter nach links oben, vermag der Veblen-Effekt den Preiseffekt irgendwann nicht mehr zu kompensieren.
Ein Gut, dessen individueller Wert einzig und allein aus dem Verhältnis zwischen dem Verhältnis des eigenen Konsums zu seinem Konsum durch andere resultiert, bezeichnet man als reines Veblen-Gut. 
In einer Nutzenfunktion implementiert man dies regelmäßig durch die Definition des Nutzens als {\displaystyle u=u(q-{\overline {q}})} mit {\displaystyle {\overline {q}}} dem durchschnittlichen Konsum des Gutes in der Gesellschaft.

## Abgrenzung vom Giffen-Fall
Neben Veblen-Gütern gibt es auch andere Güter, die sich durch anomales Nachfrageverhalten auszeichnen. Ein Beispiel hierfür bilden so genannte Giffen-Güter, deren Nachfragekurve ebenfalls ansteigend verläuft. Die den beiden Effekten zugrunde liegenden Mechanismen sind indes grundverschieden: Giffen-Güter sind inferior, das heißt die Nachfrage nach ihnen nimmt mit steigendem Einkommen ab; zusätzlich herrscht ihnen bezüglich eine positive Preiselastizität der Nachfrage. Der untypische Verlauf der Nachfragekurve resultiert daraus, dass ein erhöhter Preis für das Giffen-Gut dazu führt, dass ein Haushalt sich (noch) teurere Güter nicht mehr leisten kann und er insofern das Giffen-Gut noch stärker nachfragen muss als zuvor.
Die Nachfrage nach Veblen-Gütern ist demgegenüber freilich in jedem Fall normal – sie nimmt voraussetzungsgemäß mit steigendem Einkommen gerade zu. (Man bedenke zudem, dass die Verletzung des Gesetzes der Nachfrage im Giffen-Fall auch tatsächlich in dem Sinne existiert, dass sie sich nicht – wie oben für Veblen-Güter aufgezeigt – theoretisch dekonstruieren lässt.)